# 모정 (1988년 영화)
《모정》(영어: The Good Mother)은 1988년 공개된 미국의 코미디 영화이다.

## 출연

### 주연
- 다이안 키튼
- 리암 니슨
- 제이슨 로바즈

### 조연
- 랄프 벨라미
- 조 모튼
- 제임스 노튼
- 트레이시 그리피스
- 케이티 사갈
- 아시아 비에이라
- 테레사 라이트

## 기타
- 미술: 스탠 졸리
- 의상: 수잔 베커
- 배역: 바바라 샤피로